# E-brojevi
E-brojevi su dio sustava označavanja prehrambenih aditiva,  koji se koriste za proizvodnju hrane. Europska unija je takav način označavanja postavila, a prihvatila ju je većina zemalja svijeta .
Tvar označena E-brojem je potvrda toksikološke evaluacije i klasifikacije pojedinog aditiva, odnosno prava da se dodaje hrani pod uvjetima koji su točno propisani za aditive kao grupu i svaki aditiv posebno. 
Aditivima slične tvari koje također imaju neku tehnološku ulogu u proizvodnji, nemaju E-broj i označavaju se na drugi način (arome i enzimi) dok pomoćne tvari u procesu proizvodnje zbog načina djelovanja pri proizvodnji hrane ne trebaju se označavati. 